# REV Group
Die REV Group (ehemals Allied Speciality Vehicles) ist ein US-amerikanischer Fahrzeugbauer. Das Unternehmen fertigt Spezialfahrzeuge für Rettungskräfte, Busse, Freizeitfahrzeuge, Zugmaschinen für den Werkverkehr und Reinigungsfahrzeuge. REV entstand 2010 durch die Fusion mehrerer Unternehmen aus dem Besitz der Beteiligungsgesellschaft American Industrial Partners. Das Unternehmen ging 2017 an die Börse, hierdurch sank die Beteiligung von American Industrial Partners auf 72 %. REV betreibt lediglich zwei Standorte außerhalb der USA und vertreibt seine Produkte fast ausschließlich in den Vereinigten Staaten und Kanada. Zu den 30 Marken des Konzerns zählen unter anderem E-One, Ferrara Fire Apparatus (beide Feuerwehrfahrzeuge), Fleetwood (Freizeitfahrzeuge) und Collins Industries (Busse).
Im Februar 2020 übernahm die REV Group die Feuerwehrfahrzeugsparte (Spartan Emergency Response) mit der bekannten Marke
Smeal Fire Apparatus von Spartan Motors.
Im Mai 2020 verkaufte das Unternehmen seine Shuttlebussparte (mit den Marken Champion, Federal Coach, World Trans, Krystal Coach, ElDorado and Goshen Coach) an den in Elkhart ansässigen Hersteller von Bussen und Wohnmobilen Forest River.
Am 29. Januar wurde bekannt gegeben, dass REV Collins Bus an Forest River verkaufen will. Die verbliebenen Transitbusaktivitäten (ElDorado National-California ) sollen bis Ende des Jahres 2024 beendet werden.

## Kritik
Um 2020 wirkte AIP auf die Integration zahlreicher Hersteller von Feuerwehr- und Rettungsfahrzeugen in die REV Group hin, deren US-Marktanteil Anfang 2025 etwa 30 Prozent umfasst. In der gleichen Zeit kam es zu deutlichen Preisanstiegen für entsprechende Fahrzeuge, was eine Debatte darüber aufwarf, inwieweit beispielsweise der Verlauf der LA Fires durch höhere Wartungskosten negativ beeinflusst worden sei. Kritiker werfen AIP vor, den einst stark regionalisierten und umkämpften Markt für behördliche Sonderfahrzeuge gezielt geschwächt zu haben. So seien inzwischen andere Mitbewerber de facto auch von Komponenten der REV Group abhängig.